# Dalkia Wastenergy
Dalkia Wastenergy, appelée aussi TIRU (Traitement industriel des résidus urbains), est une entreprise française spécialisée dans la valorisation énergétique des déchets.
Cette filiale à 100 % du groupe Dalkia, conçoit, construit et exploite des unités de traitement thermique, biologique et matière en France, au Royaume-Uni, en Suisse et au Canada.

## Historique
TIRU est créé en 1922. 
En 1984, l'entreprise devient TIRU SA. 
Au cours des années 2010, l'actionnariat est majoritairement partagé entre Veolia, Engie et Dalkia/EDF. Le groupe, devenu filiale à 100 % de Dalkia début 2018 sous la présidence de Sylvie Jéhanno, prend à la fin de l'année le nom de Dalkia Wastenergy.
En 2021, l'entreprise est rachetée par le groupe Paprec, qui à cette occasion lui redonne son nom historique TIRU.

## Activités
Les principaux domaines d'activité de l'entreprise sont la valorisation énergétique (la combustion des déchets ménagers produit de l'énergie transformée en électricité et en vapeur), la valorisation biologique (dégradation de matière organique et production de compost et de biogaz) et la valorisation de la matière (tri et conditionnement des matières recyclables telles que les plastiques, fibreux ou métaux).
Tiru travaille en collaboration avec des collectivités publiques (syndicats départementaux et communaux) ou des clients privés tels que des serristes ou des industriels.

### Implantations
Le siège du groupe est installé en France à Paris La Défense.
En France, Tiru est installé dans les communes suivantes : Dunkerque, Calais, Saint-Saulve, Hénin-Beaumont, Douchy-les-Mines, Maubeuge, Awoingt, Villers-Saint-Paul, Saint-Ouen, Créteil, Issy-les-Moulineaux (Isséane), Isles-les-Meldeuses, Pontivy, Josselin, Gien (usine d'incinération des ordures ménagères d'Arrabloy), Chagny, Chézy, Villefranche-sur-Saône, Bourg-en-Bresse, Chambéry, Rosiers-d'Egletons, Paillé, Pontenx-les-Forges, Mont-de-Marsan, Perpignan, Saint-Barthélémy.
Sur la commune d'Hénin-Beaumont, en partenariat avec le Symevad, le groupe a développé une usine de traitement des déchets. Ces derniers sont transformes en biométhane pour la partie organique, et en combustible solide de récupération (CSR)  pour les autres résidus. Seuls 15 % des déchets sont encore non recycles.
À l'étranger, le groupe est installé dans 3 pays : au Canada (Montréal), en Suisse (Genève) et au Royaume-Uni (Grimsby et Exeter)
Le groupe possède 36 unités permettant la valorisation de 3 millions de tonnes de déchets :
- 18 unités de valorisation énergétique ;
- 7 unités de valorisation biologique ;
- 7 unités de valorisation matière (tri) ;
- 2 unités de sous-produits ;
- 1 centre de transfert ;
- 1 unité biomasse.

En décembre 2017, Tiru et Suez annoncent avoir remporté un contrat d'environ 900 millions d'euros sur 20 ans pour l'agrandissement et l'exploitation du centre de traitement de déchets à Créteil. Ce contrat sera réalisé par une coentreprise baptisée Valo'Marne, que Suez détiendra à 75 % et Tiru à 25 %.

### Chiffres clés
- Chiffre d'affaires : 232 M€
- Salariés : 1 096
- Électricité et vapeur vendues : 2,63 TWh
- Habitants chauffés : 316 000
- Habitants alimentés en électricité : 514 000